# Aeroflot-Flug W-608
Am 4. Mai 1972 verunglückte eine Jakowlew Jak-40 auf dem innersowjetischen Linienflug Aeroflot-Flug W-608 von Irkutsk nach Bratsk, wobei alle 18 Insassen starben.

## Flugzeug und Besatzung
Das Flugzeug war eine zwei Jahre alte Jakowlew Jak-40 mit dem Luftfahrzeugkennzeichen CCCP-87778, die mit drei Mantelstromtriebwerken des Typs Iwtschenko AI-25 ausgestattet war und ab dem 30. Oktober 1970 eingesetzt wurde.
Die Besatzung bestand aus einem Flugkapitän, einem Ersten Offizier, einem Flugingenieur und einem Auszubildenden.

## Verlauf
Die Jak-40 startete um 22:29 Uhr Ortszeit in Irkutsk und stieg auf eine Reiseflughöhe von 6000 m. Beim Landeanflug auf Bratsk nahmen die Piloten Funkkontakt mit dem dortigen Fluglotsen auf und meldeten um 23:31 Uhr, dass sie zur Landung bereit wären. Der Fluglotse hatte trotz mehrerer Anfragen keine aktuellen Wetterdaten erhalten und war trotz der sichtbaren, rapiden Wetterverschlechterung gezwungen, die Daten für 23:15 Uhr (Sichtweite von 50 km, kein Niederschlag) zu nennen. Er gab danach Landeerlaubnis für die Piloten, was diese bestätigten. Kurz darauf wurden sie durch das schlechte Wetter überrascht, als sie in einen nassen Schneesturm flogen, mit einer Sichtweite von 1000 m und Windgeschwindigkeiten von 10 bis 14 m/s (36 bis 50 km/h); dies lag weit unter den Wetterminima, die der Flugkapitän zuvor festgelegt hatte. Das Flugzeug verlor an Höhe, streifte ein paar Kiefern, schlug um 23:34 Uhr 1250 m vor der Landebahnschwelle auf und brannte aus.

## Ursache
Als Ursache für den Höhenverlust in bereits geringer Höhe wurde eine Fallbö festgestellt, die das Flugzeug erfasste. Da die Schubumkehr in offener Stellung gefunden wurde, wurde die Möglichkeit nicht ausgeschlossen, dass sie während des Höhenverlusts versehentlich aktiviert wurde, was die Situation verschlimmert hätte.